# Globosubbotina
Globosubbotina es un género de foraminífero planctónico considerado un sinónimo posterior de Subbotina de la familia Catapsydracidae, de la superfamilia Globorotalioidea, del suborden Globigerinina y del orden Globigerinida. Su especie tipo era Globigerina eocaena. Su rango cronoestratigráfico abarcaba desde el Paleoceno hasta el Eoceno.

## Descripción
Su descripción coincide con la del género Subbotina, ya que Globosubbotina es un sinónimo subjetivo posterior. Fue definido para incluir las especies de Subbotina con las últimas cámaras más infladas.

## Discusión
Clasificaciones posteriores incluirían Globosubbotina en la familia Globorotaliidae.

## Clasificación
Globosubbotina incluye a las siguientes especies:
- Globosubbotina eocaena †
- Globosubbotina hornibrooki †
- Globosubbotina trivialis †